# Familiengericht
Familiengerichte sind Gerichte oder Abteilungen von Gerichten, die sich mit familienrechtlichen Verfahren beschäftigen.

## Situation in einzelnen Ländern

### Europäische Union

#### Deutschland
Siehe auch Familiengericht (Deutschland)

#### Österreich
In Österreich gibt es keine Familiengerichte. Die familiengerichtlichen Verfahren werden von den Bezirksgerichten geführt.

#### Schweiz
- in einheitliches rechtliches Konstrukt für Familiengerichte konnte sich in der föderalen Struktur der Schweiz nicht durchsetzen. Es gibt jedoch vereinzelt Behörden, die sich Familiengericht nennen. Hierbei handelt es sich meistens um  Kindes- und Erwachsenenschutzbehörden.

### Restliches Europa

#### England und Wales
- Die Family Division of the High Court
- Der family proceedings court als Teil des Magistrates’ Court bis 2014
- Ab 2014 der Family Court (England and Wales)

#### Schottland
- Das Outer House des Court of Session. Es gibt allerdings keine Abteilung für Familiensachen (family division), sondern nur zwei Familienrichter.
- 39 sheriff courts ohne Abteilungen für Familiensachen und ohne besondere Familienrichter. Ausnahme bilden hier die drei größten Sheriff courts (Glasgow, Edinburgh, Aberdeen), bei denen es Richter (Sheriffs) gibt, die sich insbesondere um Familiensachen kümmern.